# Heidi Horten
Heidi Horten, eller Heidi Goëss-Horten, född Jelinek den 13 februari 1941 i Wien, död 12 juni 2022 i Klagenfurt i Kärnten, var en österrikisk miljardär, konstsamlare och mecenat. Hon var änka efter affärsmannen Helmut Horten (1909–1987). Forbes uppskattade hennes nettoförmögenhet 8 april 2018 till 3,4 miljarder US-dollar.
Hon ärvde sin förmögenhet efter sin make, som 1936 grundade den tyska varuhuskedjan Horten AG. Hon var 19 år gammal när hon träffade sin blivande make, som var drygt 30 år äldre. Hon är styrelseledamot i Helmut Hortens stiftelse, en välgörenhetsorganisation som stödjer sjukvårdsrelaterad verksamhet och medicinsk forskning samt hjälper enskilda, nödställda personer.
Hon var gift med blomstergrossisten Jean-Marc Charmat 1994–1998. I juni 2015 gifte hon sig med Karl "Kari" Anton Goëss, som hon då känt sedan ett tjugotal år tillbaka.
Heidi Horten bodde växelvis i Wien i Österrike, Ticino i Schweiz och på Lyford Cay i Bahamas. Hon var konstsamlare och ägnade sig också åt jakt. Hon ägede 315-fotsyachten Carinthia VII , som är en av världens största motorjakter. År 2008 sålde hon  35.56 karats Wittelsbachdiamanten för 24 miljoner US-dollar. Diamanten hade tidigare varit en del av Kungariket Bayerns kronjuveler.
Heidi Hortens privata konstsamling omfattade vid bortgången omkring 500 verk av namnkunniga konstnärer såsom till exempel Francis Bacon, Pablo Picasso och Andy Warhol. Delar av samlingen, cirka 170 verk, visades för första gången offentligt 2018 i Leopold Museum i Wien.